# Bissy-sous-Uxelles
Bissy-sous-Uxelles ist eine französische Gemeinde mit 68 Einwohnern (Stand 1. Januar 2022) im Département Saône-et-Loire in der Region Bourgogne-Franche-Comté (vor 2016 Bourgogne). Die Gemeinde gehört zum Arrondissement Chalon-sur-Saône und zum Kanton Cluny (bis 2015 Saint-Gengoux-le-National).

## Geografie
Bissy-sous-Uxelles liegt etwa 29 Kilometer nordnordwestlich von Mâcon und etwa 26 Kilometer südsüdwestlich von Chalon-sur-Saône.
Nachbargemeinden von Bissy-sous-Uxelles sind Bresse-sur-Grosne im Norden, Champagny-sous-Uxelles im Osten und Nordosten, Chapaize im Süden und Osten sowie Malay im Westen.

## Bevölkerungsentwicklung
| Jahr                      | 1962 | 1968 | 1975 | 1982 | 1990 | 1999 | 2006 | 2013 |
| Einwohner                 | 109  | 113  | 79   | 71   | 62   | 59   | 68   | 71   |
| Quelle: Cassini und INSEE |      |      |      |      |      |      |      |      |

## Sehenswürdigkeiten
- Kirche Saint-Laurent aus dem 18. Jahrhundert
- Waschhaus aus dem 19. Jahrhundert
- Schloss